# 麻生唯
麻生 唯（あそう ゆい、1991年6月10日 - ）は日本の女優・タレント。
本名・松本唯。以前は本名で活動していた。日本以外に中国、台湾と活動を展開している。
通訳師としても活躍している。

## 人物・経歴
父は上方落語家の桂雀々。
伯父は2代目桂ざこば（母がざこば夫人の妹にあたる）。いとこはJAY'ED。
小学校高学年の頃は桂紋四郎と同級生だった。
インターナショナルスクール在学時、中国映画に惚れ込み第二外国語で中国語の授業を専攻し始める。
高校卒業後、中国の上海にある国立芸術大学である上海戯劇学院に単身で渡り、中国語・演劇・京劇を学ぶ。
在学中、戯劇学院の先生に声をかけられ中国上海にて芸能活動を始める。
上海戯劇学院ではNew York Universityの演劇専門の学生らと京劇を学ぶ研修にも参加していた。
4年の留学期間を終え、台湾へと渡る。その後拠点を東京に移している。

## 出演

### テレビバラエティ
- 踊る!さんま御殿!!（2013年6月25日）

### テレビドラマ
- わが家の歴史 第二夜目（フジテレビ、2010年4月10日） - 娼婦 役

### 映画
- かぞくのひけつ（2006年12月、シマフィルム）
- ルパン三世（2014年8月、東宝） - 香港警察署員 役

### 舞台
- 立川談志追悼公演 演劇らくご 談志のおもちゃ箱 ヴェニスの商人? 黄金餅後日談 新宿シアターモリエール - エイミー 役

### テレビ番組(中国)
- 中日の橋（上海SMG） - 美食上海リポーター

### テレビドラマ(中国)
- 虎胆雄心（中国CCTV-8） - 川口美子 役

### 舞台(中国)
- ノルウェーの森 上海戯劇学院端釣劇場（2008年4月13日 - 15日）

### MC(中国)
- 「New Year’s World Rock Festival2008」ジョー山中　ライブ会場MC 2008年12月

### 映画(台湾)
- 我的拼凑家庭（2011年5月、台灣公共電視） - midori 役

### テレビ番組(台湾)
- 流行新勢力 民視綜合

11集-2014年2月14日  
14集-2014年3月6日